# Hindustan Aeronautics HJT-36
Die HAL HJT-36 Sitara (Hindi: सितारा, Sitārā, ‚Stern‘) ist ein einstrahliges Jet-Schulflugzeug des indischen Herstellers HAL. Es ist von der indischen Luftwaffe für die fliegerische Grundausbildung als Ersatz der bisher eingesetzten HJT-16 Kiran vorgesehen.

## Entwicklung
Die Entwicklung der HJT-36 begann 1999. Der Erstflug fand am 7. März 2003 statt. Bisher sind die 12 Maschinen der Vorserie sowie 250 Exemplare der Serienversion bestellt.
Da Indien kein Triebwerk mit der notwendigen Leistung beschaffen konnte, wurden die Prototypen mit Strahltriebwerken Snecma-Turbomeca Larzac ausgerüstet. Die Serienversionen sollen mit dem leistungsfähigeren NPO Saturn AL-55I mit einem Schub von 16,9 kN und einem Schub-Gewichtsverhältnis von 5,59 ausgestattet werden.
Die Entwicklung zog sich wegen unbefriedigender Flugeigenschaften in die Länge.

## Unfälle
Im Februar 2007 ging beim Start des ersten Prototyps am Luftwaffenstützpunkt Yelahanka nahe Bangalore die Cockpithaube verloren. Die Maschine stürzte ab – Cheftestpilot Baldev Singh blieb unversehrt.

## Technische Daten
| Kenngröße             | Daten                                                                       |
| --------------------- | --------------------------------------------------------------------------- |
| Typ                   | zweisitziger mittlerer Jet-Trainer                                          |
| Spannweite            | 10 m                                                                        |
| Länge                 | 11 m                                                                        |
| Höhe                  | 4,4 m                                                                       |
| Antrieb               | ein Strahltriebwerk SNECMA Turbomeca Larzac mit 14,1 kN Schub               |
| Höchstgeschwindigkeit | 0,75 Mach (825 km/h)                                                        |
| Dienstgipfelhöhe      | 9.000 m                                                                     |
| Einsatzdauer          | 3 Stunden                                                                   |
| Leermasse             | 3.500 kg                                                                    |
| max. Startmasse       | 4.500 kg                                                                    |
| Bewaffnung            | fünf Aufhängungspunkte für vielfältige Waffentypen (insgesamt max. 1000 kg) |

Siehe auch: Liste von Flugzeugtypen